# Червенорък ревач
Червенорък ревач (Alouatta belzebul) е вид бозайник от семейство Паякообразни маймуни (Atelidae). Видът е световно застрашен, със статут Уязвим.

## Разпространение и местообитание
Разпространен е в Бразилия.